# Eliteserien 2018-2019 (calcio a 5)
La Eliteserien 2018-2019 è stata la 11ª edizione del campionato ufficiale norvegese di calcio a 5. La vittoria finale è andata al Sjarmtrollan, che ha chiuso l'annata davanti al Vesterålen ed all'Utleira. Il Nord/Sprint è invece retrocesso.

## Classifica
|  | Pos. | Squadra      | Pt | G  | V | N | P  | GF | GS | DR  |
|  | ---- | ------------ | -- | -- | - | - | -- | -- | -- | --- |
|  | 1.   | Sjarmtrollan | 33 | 16 | 9 | 6 | 1  | 73 | 31 | +42 |
|  | 2.   | Vesterålen   | 28 | 16 | 8 | 4 | 4  | 67 | 54 | +13 |
|  | 3.   | Utleira      | 26 | 16 | 6 | 8 | 2  | 59 | 48 | +11 |
|  | 4.   | KFUM Oslo    | 25 | 16 | 7 | 4 | 5  | 57 | 38 | +19 |
|  | 5.   | Sandefjord   | 23 | 16 | 5 | 8 | 3  | 41 | 38 | +3  |
|  | 6.   | Hulløy       | 21 | 16 | 6 | 3 | 7  | 67 | 72 | -5  |
|  | 7.   | Fredrikshald | 16 | 16 | 4 | 4 | 8  | 60 | 85 | -25 |
|  | 8.   | Freidig      | 14 | 16 | 4 | 2 | 10 | 44 | 56 | -12 |
|  | 9.   | Nord/Sprint  | 10 | 16 | 3 | 1 | 12 | 32 | 78 | -46 |